# Landebaëron
Landebaëron (prononcer [lɑ̃dbɛʁɔ̃] ; nommé également Landébaëron non officiellement) est une commune française située dans le département des Côtes-d'Armor en région Bretagne.

## Géographie
|               | Plouec-du-Trieux |            |
| Brélidy       | Landebaëron      | Squiffiec  |
| Saint-Laurent |                  | Kermoroc'h |

### Hydrographie
Pour un article plus général, voir Réseau hydrographique des Côtes-d'Armor.
La commune est située dans le bassin Loire-Bretagne. Elle est drainée par le Théoulas, le Grand Bois et le Poirier,,.
Le Théoulas, d'une longueur de 13 km, prend sa source dans la commune de Plouisy et se jette  dans le Jaudy à Coatascorn, après avoir traversé huit communes. 

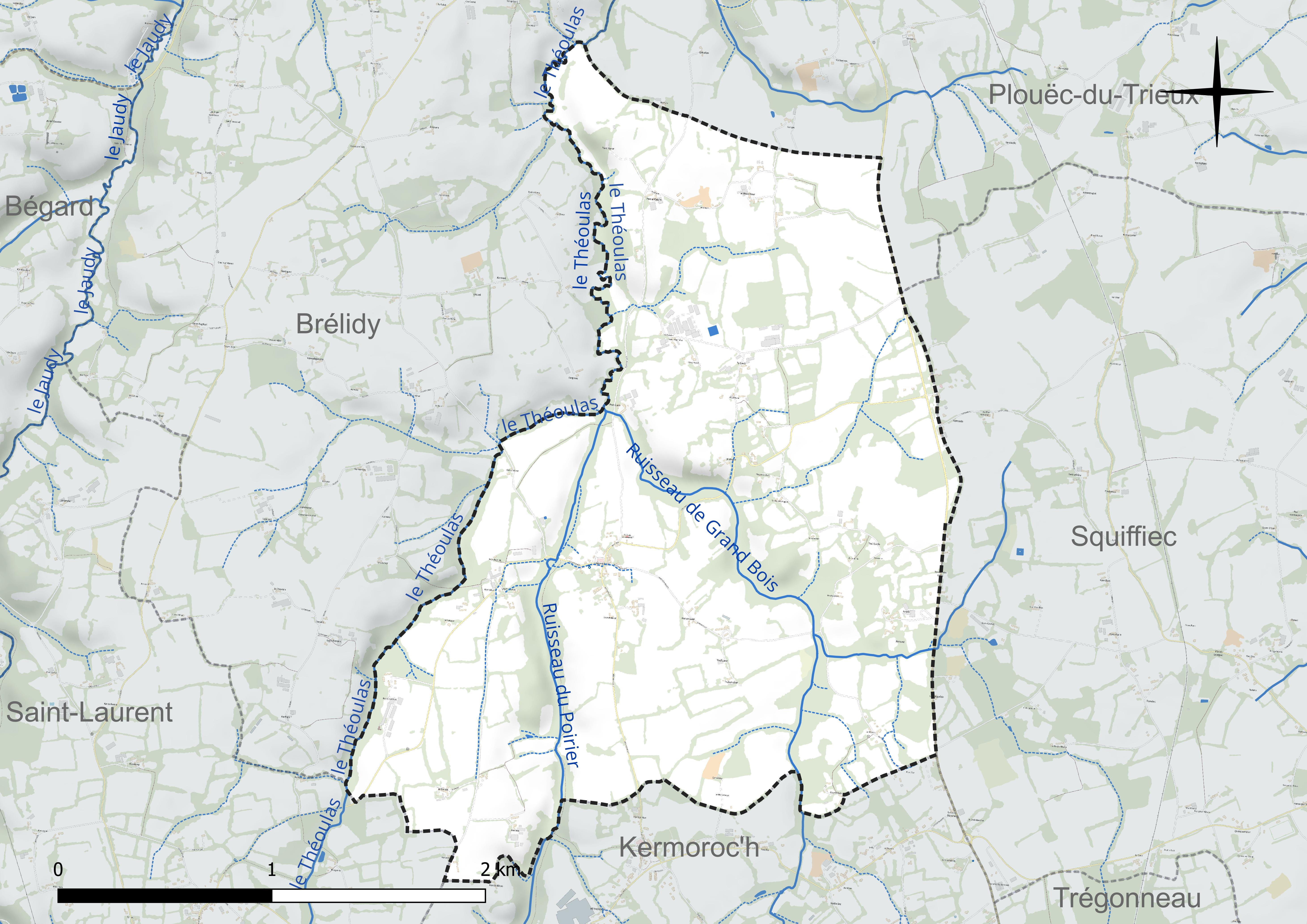
Réseau hydrographique de Landebaëron.

### Climat
Pour des articles plus généraux, voir Climat de la Bretagne et Climat des Côtes-d'Armor.
En 2010, le climat de la commune est de type climat océanique franc, selon une étude du CNRS s'appuyant sur une série de données couvrant la période 1971-2000. En 2020, Météo-France publie une typologie des climats de la France métropolitaine dans laquelle la commune est exposée à un climat océanique et est dans la région climatique  Finistère nord, caractérisée par une pluviométrie élevée, des températures douces en hiver (6 °C), fraîches en été et des vents forts. Parallèlement l'observatoire de l'environnement en Bretagne publie en 2020 un zonage climatique de la région Bretagne, s'appuyant sur des données de Météo-France de 2009. La commune est, selon ce zonage, dans la zone « Intérieur », exposée à un climat médian, à dominante océanique.  
Pour la période 1971-2000, la température annuelle moyenne est de 11,2 °C, avec une amplitude thermique annuelle de 10,6 °C. Le cumul annuel moyen de précipitations est de 889 mm, avec 14,7 jours de précipitations en janvier et 7,8 jours en juillet. Pour la période 1991-2020, la température moyenne annuelle observée sur la station météorologique la plus proche, située sur la commune de La Roche-Jaudy à 13 km à vol d'oiseau, est de 11,8 °C et le cumul annuel moyen de précipitations est de 887,1 mm,. Pour l'avenir, les paramètres climatiques de la commune estimés pour 2050 selon différents scénarios d'émission de gaz à effet de serre sont consultables sur un site dédié publié par Météo-France en novembre 2022.

## Urbanisme

### Typologie
Au 1er janvier 2024, Landebaëron est catégorisée commune rurale à habitat très dispersé, selon la nouvelle grille communale de densité à 7 niveaux définie par l'Insee en 2022.
Elle est située hors unité urbaine. Par ailleurs la commune fait partie de l'aire d'attraction de Guingamp, dont elle est une commune de la couronne,. Cette aire, qui regroupe 15 communes, est catégorisée dans les aires de moins de 50 000 habitants,.

### Occupation des sols
L'occupation des sols de la commune, telle qu'elle ressort de la base de données européenne d’occupation biophysique des sols Corine Land Cover (CLC), est marquée par l'importance des territoires agricoles (89,3 % en 2018), une proportion identique à celle de 1990 (89,3 %). La répartition détaillée en 2018 est la suivante : 
zones agricoles hétérogènes (58,3 %), terres arables (21,4 %), forêts (10,7 %), prairies (9,6 %). L'évolution de l’occupation des sols de la commune et de ses infrastructures peut être observée sur les différentes représentations cartographiques du territoire : la carte de Cassini (XVIIIe siècle), la carte d'état-major (1820-1866) et les cartes ou photos aériennes de l'IGN pour la période actuelle (1950 à aujourd'hui).

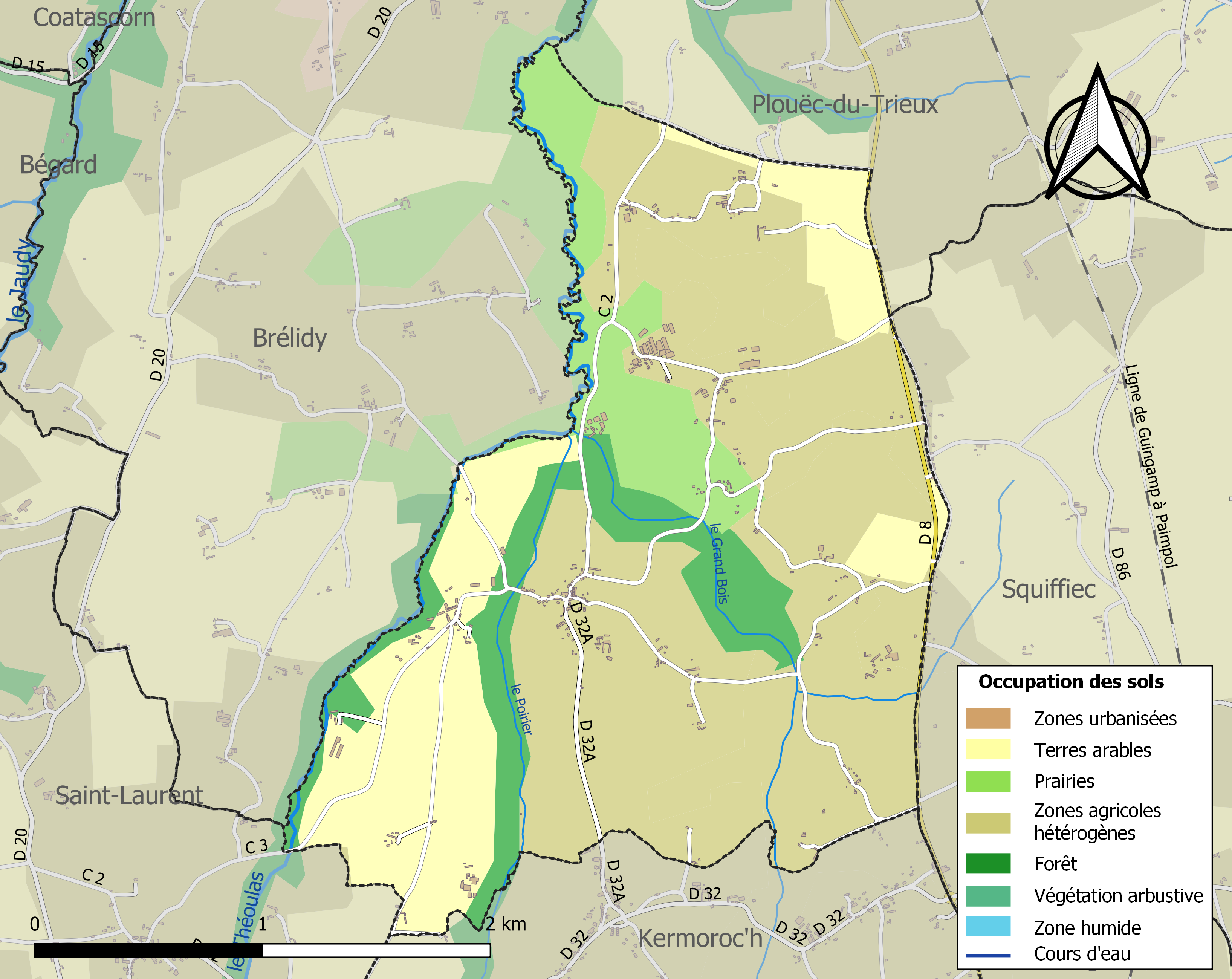
Carte des infrastructures et de l'occupation des sols de la commune en 2018 (CLC).

## Toponymie
Le nom de la localité est attesté sous les formes Landebazron en 1435 ou 1442, Landebazron en 1516, Lañdebaron en 1630, Landebaron en 1654 et 1779.
En breton Landebaeron, Landeberon ou Lanberon.

## Histoire
Landebaëron « est un démembrement de l'ancienne paroisse primitive de Plouec ».

### LeXXesiècle

#### Les guerres duXXesiècle
Le monument aux Morts porte les noms de 24 soldats morts pour la Patrie :
- 24 sont morts durant la Première Guerre mondiale.

## Politique et administration
| Période                                  | Période                   | Identité                                           | Étiquette | Qualité                                    |
| ---------------------------------------- | ------------------------- | -------------------------------------------------- | --------- | ------------------------------------------ |
| Les données manquantes sont à compléter. |                           |                                                    |           |                                            |
| ca. 1926                                 |                           | Pierre Menguy                                      |           |                                            |
| 1957                                     | mars 1965                 | Aimé Le Bail                                       |           |                                            |
| mars 1965                                | mars 1977                 | Auguste Huonnic                                    |           |                                            |
| mars 1977                                | mars 1983                 | Yves Guerlesquin (1928-2011)                       |           | Adjoint au maire (1965 → 1977)             |
| mars 1983                                | juin 1995                 | Jean-Claude Malcavet                               |           | Agriculteur                                |
| juin 1995                                | mars 2001                 | Jean-Claude Le Baher (1945-2010)                   |           | Agent territorial, ancien adjoint au maire |
| mars 2001                                | mars 2014                 | Daniel Cloarec                                     | DVG       | Géomètre                                   |
| mars 2014                                | En cours (au 28 mai 2020) | Sébastien Tondereau Réélu pour le mandat 2020-2026 | DVG       | Agriculteur                                |

## Démographie
| 1793 | 1800 | 1806 | 1821 | 1831 | 1836 | 1841 | 1846 | 1851 |
| ---- | ---- | ---- | ---- | ---- | ---- | ---- | ---- | ---- |
| 512  | 533  | 576  | 572  | 603  | 648  | 654  | 624  | 673  |

| 1856 | 1861 | 1866 | 1872 | 1876 | 1881 | 1886 | 1891 | 1896 |
| ---- | ---- | ---- | ---- | ---- | ---- | ---- | ---- | ---- |
| 660  | 670  | 696  | 652  | 641  | 614  | 613  | 556  | 524  |

| 1901 | 1906 | 1911 | 1921 | 1926 | 1931 | 1936 | 1946 | 1954 |
| ---- | ---- | ---- | ---- | ---- | ---- | ---- | ---- | ---- |
| 518  | 513  | 507  | 417  | 463  | 409  | 345  | 329  | 331  |

| 1962 | 1968 | 1975 | 1982 | 1990 | 1999 | 2005 | 2006 | 2010 |
| ---- | ---- | ---- | ---- | ---- | ---- | ---- | ---- | ---- |
| 345  | 299  | 231  | 211  | 183  | 186  | 196  | 203  | 193  |

| 2015 | 2020 | 2022 | - | - | - | - | - | - |
| ---- | ---- | ---- | - | - | - | - | - | - |
| 187  | 175  | 169  | - | - | - | - | - | - |

## Culture locale et patrimoine

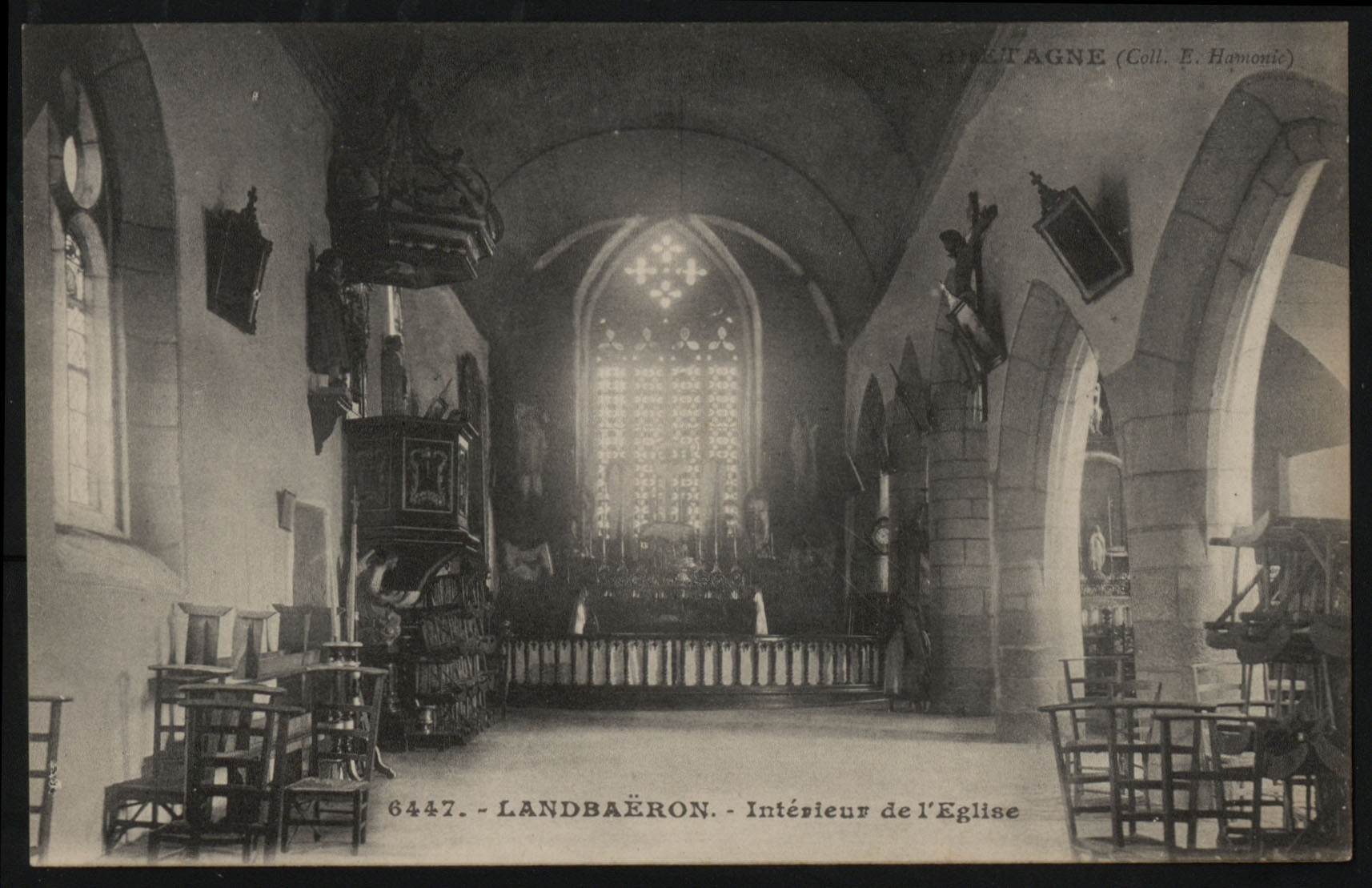
Intérieur de l'église (début XXe siècle)

### Lieux et monuments
- Allée couverte de Ros-Vras classée au titre des monuments historiques en 1956[25].
- Menhir de Menou-Glas inscrit au titre des monuments historiques en 1969[26].
- Église Saint-Maudez, inscrite au titre des monuments historiques en 1926 (voir : Chaire à prêcher de l'église Saint-Maudez de Landebaëron)[27].

### Personnalités liées à la commune
• Saint Brieuc y aurait fondé un monastère et dont il aurait laissé la direction à son neveu saint Tugdual.